# Il prezzo dell'onore
Il prezzo dell'onore è un film del 1953, diretto da Ferdinando Baldi, al suo esordio alla regia.

## Trama
Antonio, un giovane carbonaio, rientra dal Belgio al paese natale. Vi trova Michele, il vecchio padre, la sorella Maria, fidanzata con Francesco – anche lui carbonaio – e il fratellino Peppino, di dieci anni. Antonio viene subito assunto a lavorare nei boschi da don Nicola, il proprietario della foresta; nel frattempo Maria vorrebbe affrettare le nozze con Francesco ma quest'ultimo viene licenziato poiché ha rinfacciato a Nicola la sua malvagità nel trattamento dei lavoratori delle carbonaie. Non contento, quest'ultimo durante una sagra campestre vorrebbe circuire Maria; non vi riesce, ma presto si diffondono nel paese le voci che la ragazza sia l'amante di Nicola. Quando giungono alle orecchie di Antonio, costui per vendicare l'onore della sorella spara una fucilata al proprietario, ferendolo soltanto. Francesco, abbandonata la fidanzata, mette su una propria carbonaia insieme con don Tullio, un ex cancelliere della pretura benestante e gioviale, che lo accoglie come un padre. Maria, rimasta sola, giunge in città dove lavora come cameriera presso un ricco industriale; riesce a racimolare i soldi necessari a pagare le spese per il processo al fratello incarcerato, il quale però si dimostra reticente nei confronti di Tonelli, l'avvocato che lo dovrebbe difendere: in seguito, non sopportando ulteriormente la lunga e snervante attesa, insieme ad altri suoi compagni tenta la fuga ma muore per una disgrazia. Maria apprende della tragedia da Peppino, il suo fratellino, ridotto a chiedere l'elemosina: rientrati entrambi al paese, scoprono che Francesco e i suoi compagni della carbonaia sono anch'essi ridotti alla fame per la bramosia di potere di Nicola, che durante un'asta cerca di prendere possesso di tutto il bosco ma non vi riesce. Francesco, una volta appurata l'innocenza di Maria, ha l'idea di far confessare al perfido possidente le sue malefatte, ma costui si vendica bruciando tutte le cataste di legno da loro accumulate. Servirà l'intervento di don Tullio a riportare l'ordine: fa arrestare Nicola, infonde sicurezza e fiducia ai carbonai e favorisce il futuro matrimonio tra Francesco e Maria.

## Produzione
La pellicola è ascrivibile al filone dei melodrammi sentimentali, comunemente detto strappalacrime, allora molto in voga tra il pubblico italiano, in seguito ribattezzato dalla critica con il termine neorealismo d'appendice.
Venne realizzata per gli interni negli stabilimenti del S.A.F.A. Palatino di Roma mentre gli esterni furono girati in Molise, nelle località di Guardiaregia e Bojano.
Il film ottenne il visto di censura n. 13.419 il 5 gennaio 1953.

## Distribuzione
Il film venne distribuito nel circuito cinematografico italiano l'8 gennaio del 1953.